# UK Indie Chart

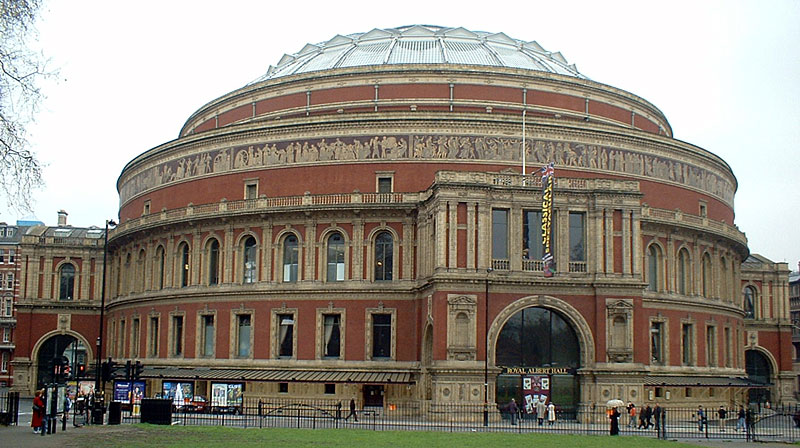
Royal Albert Hall, Londres, un lugar importante para todas las formas de música.

El UK Independent Chart o Indie Chart es una lista de los mejores comunicados de la venta de discos independientes en el Reino Unido. 

## Historia
En la estela del punk, pequeñas disqueras comenzaron a surgir, como una salida para los artistas que no estaban dispuestos a firmar contratos con compañías discográficas más importantes, o no se consideraban comercialmente atractivos para estas empresas. En 1978, las etiquetas, como Cherry Red, Rough Trade y Mute habían comenzado a subir, y una estructura de apoyo surgió pronto, incluyendo prensado independiente, distribución y promoción. Estas etiquetas fue creciendo y creciendo, y en 1980 tenían 10 mejores hits en el UK Singles Chart. La tabla de éxito era limitada, sin embargo, desde el top 40 oficial se basó en las ventas en grandes cadenas de ventas significativas e hizo caso omiso a las decenas de tiendas de discos independientes que existían. Iain McNay de Cherry Red sugirió al semanario comercial Record Business la idea de una lista de discografías independientes para abordar el problema, y la lista apareció por primera vez en 1980, publicada en el Record Week, y más tarde con licencia de Sounds. En el año 1981 , la compilación de la lista cambió a la compañía de investigación MRIB. La lista sirvió para dar la exposición a los sellos independientes y de los artistas en las etiquetas. En 1985, la Music Week comenzó a diseñar su propia lista indie, pero no cumplió con la autoridad de la tabla original. Otros documentos semanales de música, también publicaron sus propias listas, a menudo compilado de las tiendas de discos individuales. En 1990, el significado de la lista había sido diluida por las grandes compañías discográficas que forman sus propias etiquetas 'indie' , con la distribución independiente, a fin de romper nuevos actos a través de la exposición de la tabla de indie.
Para ser incluido en la tabla de indie, un registro había de ser distribuido en forma independiente del marco empresarial de las principales empresas discográficas, el género de la música era irrelevante. Grandes distribuidores independientes surgieron como Pinnacle y Espartano, y no más tarde surgió el cartel, una asociación de distribuidores regionales, incluyendo Rough Trade, Backs, y Red Rhino.
La primera lista independiente de la semana fue publicada el 19 de enero de 1980, con Spizzenergi "Where's Captain Kirk" encabezando la lista de sencillos, y Adam and the Ants Dirk Wears White en lo más alto de los rankings.
Aunque el gráfico independiente tiene menos relevancia en la actualidad, The Official UK Charts Company todavía elabora una lista, compuesta por los sencillos de la gráfica principal en la etiqueta independiente.